# Trennewurth
Trennewurth település Németországban, Schleswig-Holstein tartományban. Lakosainak száma 238 fő (2023. december 31.).

## Népesség
A település népességének változása:
| Lakosok száma | 358  | 244  | 243  | 241  | 247  | 238  |
|               | 1975 | 2017 | 2019 | 2021 | 2022 | 2023 |